# Били Гулд
Вилијам Дејвид Гулд (24. април 1963, Лос Анђелес) је амерички музичар и продуцент. Најпознатији је као басиста групе Faith No More.

## Биографија
Гулд је почео да свира бас док је био у средњој школи Лојола у Лос Анђелесу са будућим клавијатуристом бенда Faith No More Родијем Ботумом. Његов први бенд током ових раних година звао се "The Animated". Почетком 1980-их преселио се у Сан Франциско да би започео студије и укључио се у неколико андерграунд бендова. У то време је упознао бубњара Мајка Бордина и гитаристу Џима Мартина. Убрзо након тога Гулд је основао бенд са Бордином, клавијатуристом Вејдом Вортингтоном и гитаристом/вокалистом Мајком  Морисом.
Средином деведесетих, Гулд је почео да ради као продуцент, а 1997. је копродуцирао албум године Faith No More са бившим бубњаром Сванса Ролијем Мосиманом. Од тада је постао извршни директор Коларов Рекордс-а и радио је на разним пројектима као продуцент или гостујући музичар.
Током 1990-их Гулд је био у оригиналној постави мексичког гриндцоре бенда Брујериа. Такође је био укључен у неколико супергрупа. Његова гостовања укључују снимке за румунски бенд Coma, и продукцију "Living Targets" немачке групе Beatsteaks, словеначког Елвиса Џексона и албум "7" за немачку рок групу Хармфул, у којој је такође био на турнеји са њима током целе године 2007. као гитариста. 
Од 1999. Гулд води независну издавачку кућу Koolarrow Records која се специјализовала за међународне извођаче из Лос Анђелеса, Сијетла, Чилеа, један од извођача је и босанскохерцеговачка група Дубиоза Колектив.

## Дискографија

### Као члан бенда
Brujeria
- 1993: Matando Güeros
- 1995: Raza Odiada
- 2000: Brujerizmo

Fear and the Nervous System
- 2011: Fear and the Nervous System

Jello Biafra and the Guantanamo School of Medicine
- 2009: Audacity of Hype
- 2011: Enhanced Methods of Questioning (EP)

Harmful
- 2007: Seven

Bill Gould & Jared Blum
- 2011: The Talking Book

Bill Gould & Espen J. Jörgensen
- 2013: Fugly

### Као истакнути музичар
- 1994: Milk Cult – Burn or Bury, "Bow Kiness Static"
- 2005: Fear Factory – Transgression, "Echo of my Scream", "Supernova"
- 2006: Coma – Nerostitele, "Mai Presus De Cuvinte"
- 2006:  Jeff Walker und Die Fluffers – Welcome to Carcass Cuntry
- 2012: Angertea – Nr. 4: Songs Exhaled, "No Computation"